# 11697 Estrella
11697 Estrella è un asteroide della fascia principale. Scoperto nel 1998, presenta un'orbita caratterizzata da un semiasse maggiore pari a 2,3423624 UA e da un'eccentricità di 0,0593757, inclinata di 6,27458° rispetto all'eclittica.